# Giresunspor
Giresunspor er en tyrkisk fodboldklub fra Giresun. Klubben spiller på nuværende tidspunkt i Süper Lig, den bedste række i Tyrkiet.